# Représentations diplomatiques du Costa Rica

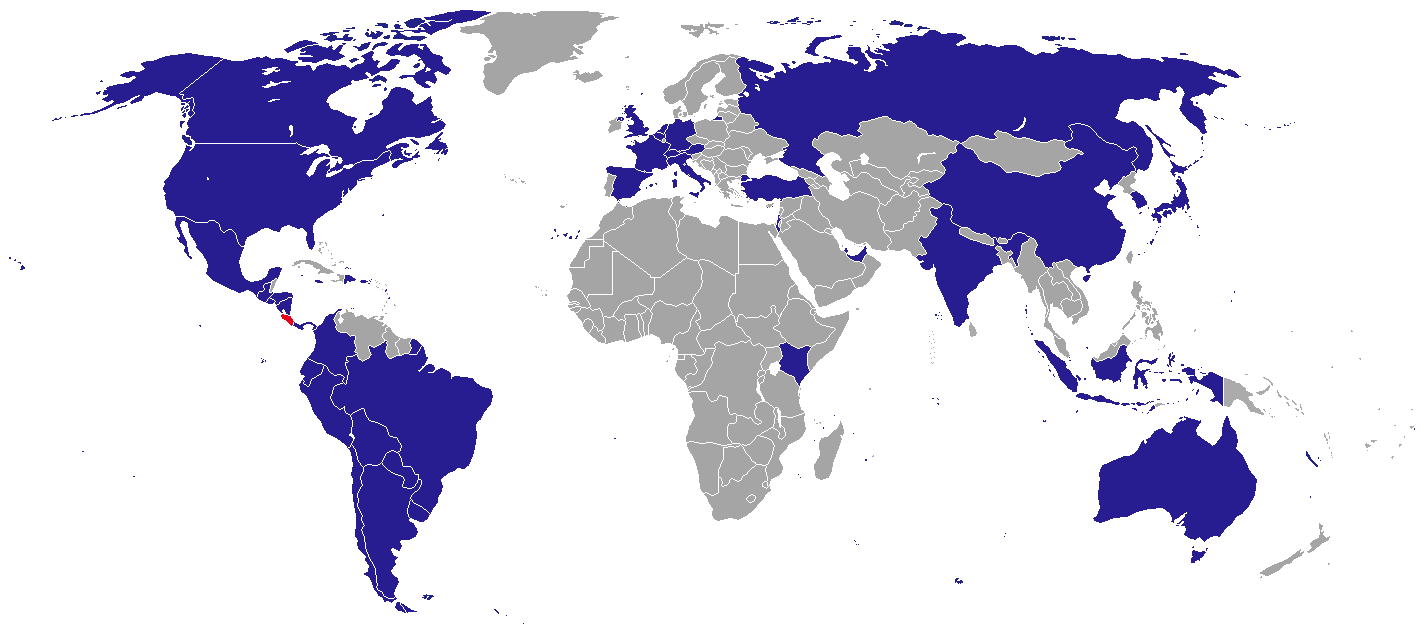
Pays avec représentations diplomatiques costaricaines.

Ceci est une liste des représentations diplomatiques du Costa Rica. Le Costa Rica est l'un des pays les plus développés d'Amérique latine et compte un nombre modéré de missions diplomatiques à l'étranger.

## Afrique
- Kenya
  - Nairobi (ambassade)

## Americas
- Argentine
  - Buenos Aires (ambassade)
- Bolivie
  - La Paz (ambassade)
- Brésil
  - Brasilia (ambassade)
- Canada
  - Ottawa (ambassade)
- Chili
  - Santiago (ambassade)
- Colombie
  - Bogota (ambassade)
- Cuba
  - La Havane (ambassade)
- États-Unis
  - Washington (ambassade)
  - Atlanta (consulat général)
  - Houston (consulat général)
  - Los Angeles (consulat général)
  - Miami (consulat général)
  - New York (consulat général)
- Équateur
  - Quito (ambassade)
- Guatemala
  - Guatemala (ambassade)
- Honduras
  - Tegucigalpa (ambassade)
- Jamaïque
  - Kingston (ambassade)
- Mexique
  - Mexico (ambassade)
- Nicaragua
  - Managua (ambassade)
- Panama
  - Panama (ambassade)
  - David (consulat)
- Paraguay
  - Asuncion (ambassade)
- Pérou
  - Lima (ambassade)
- République dominicaine
  - Saint-Domingue (ambassade)
- Salvador
  - San Salvador (ambassade)
- Uruguay
  - Montevideo (ambassade)

## Asie
- Chine
  - Pékin (ambassade)
  - Shanghai (consulat général)
- Corée du Sud
  - Séoul (ambassade)
- Émirats arabes unis
  - Abou Dabi (ambassade)
- Inde
  - New Delhi (ambassade)
- Indonésie
  - Jakarta (ambassade)
- Israël
  - Tel Aviv-Jaffa (ambassade)
- Japon
  - Tokyo (ambassade)
- Qatar
  - Doha (ambassade)
- Singapour
  - Singapour (ambassade)
- Turquie
  - Ankara (ambassade)

## Europe
- Allemagne
  - Berlin (ambassade)
- Autriche
  - Vienne (ambassade)
- Belgique
  - Bruxelles (ambassade)
- Espagne
  - Madrid (ambassade)
- France
  - Paris (ambassade)
- Italie
  - Rome (ambassade)
- Pays-Bas
  - La Haye (ambassade)
- Royaume-Uni
  - Londres (ambassade (en))
- Russie
  - Moscou (ambassade)
- Suisse
  - Berne (ambassade)
- Vatican
  - Rome (ambassade)[note 1]

## Océanie
- Australie
  - Canberra (ambassade)

## Organisations internationales
- Genève (mission permanente auprès des Nations unies et d'autres organisations internationales)
- New York (mission permanente auprès des Nations unies)
- Washington (mission permanente auprès de l'OEA)

## Galerie

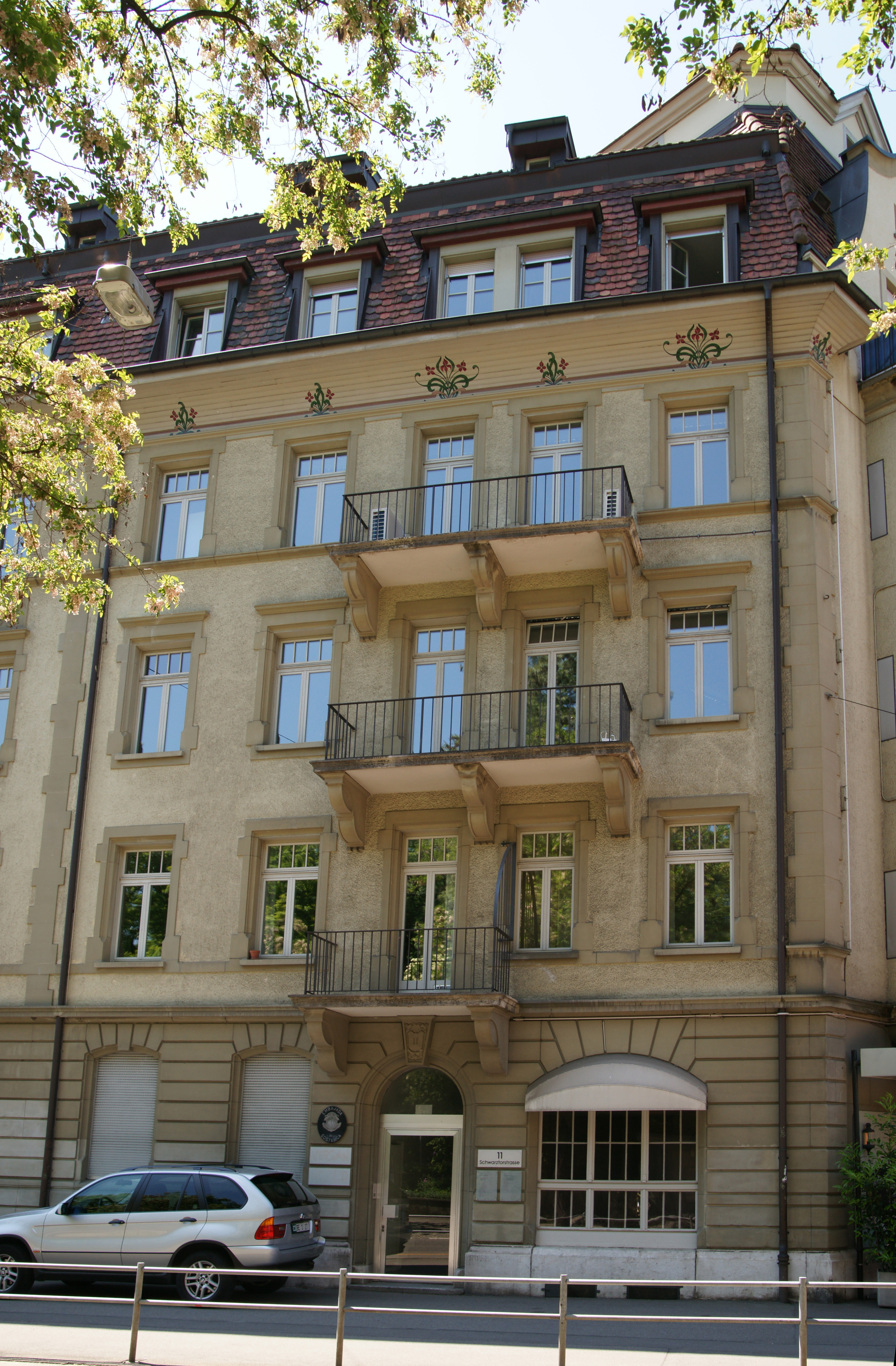
Ambassade à Berne.
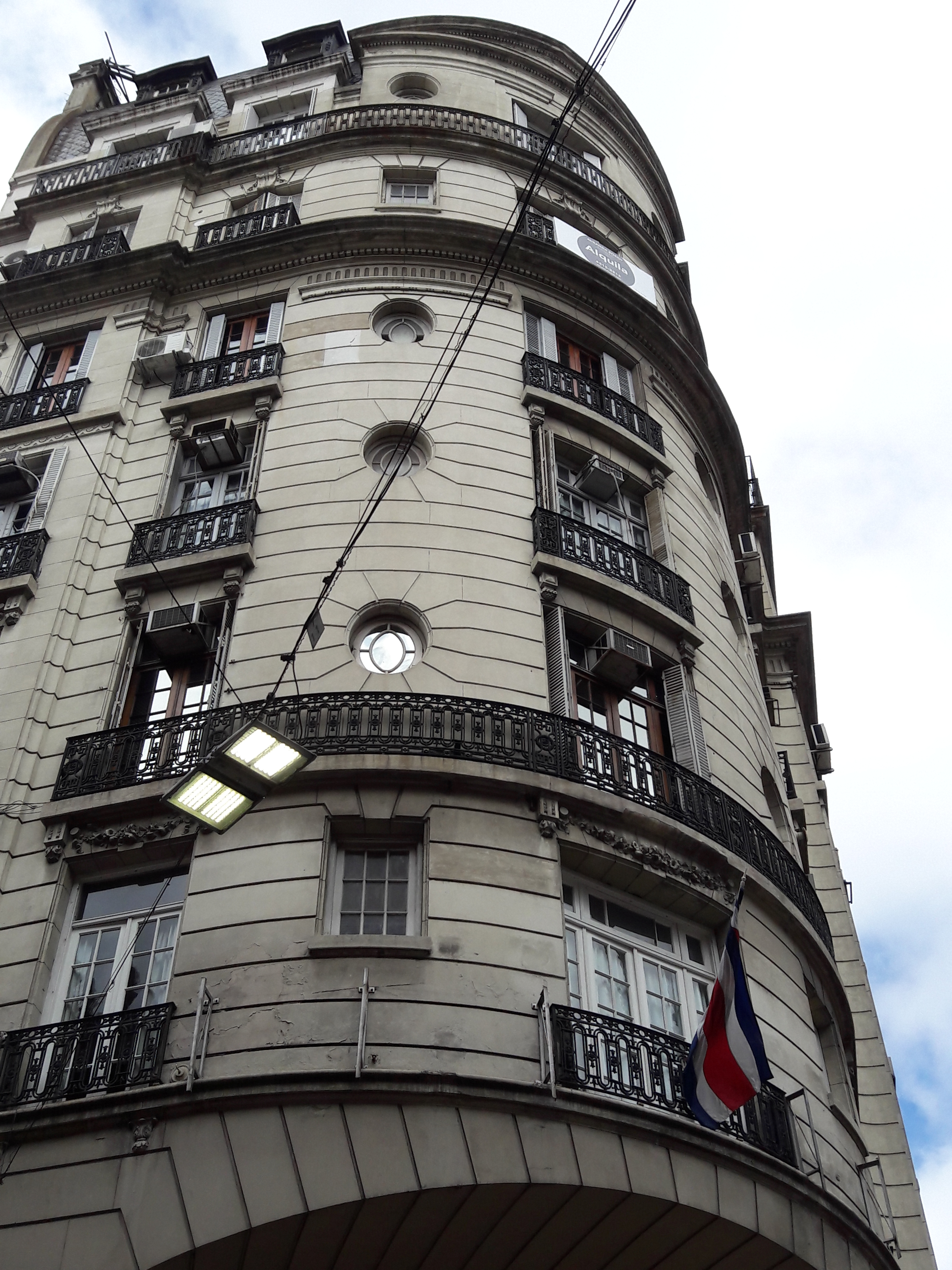
Ambassade à Buenos Aires.
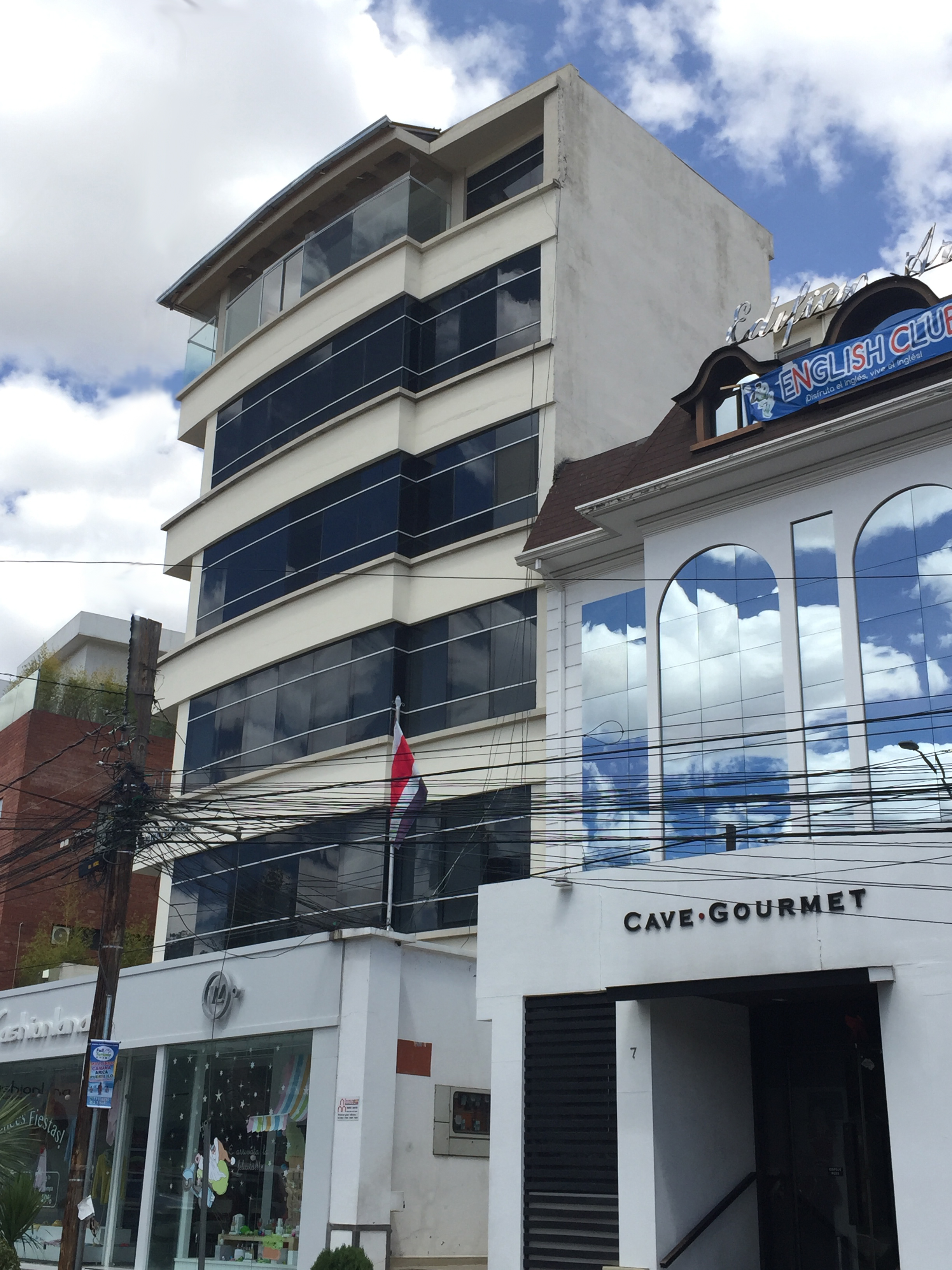
Ambassade à La Paz.
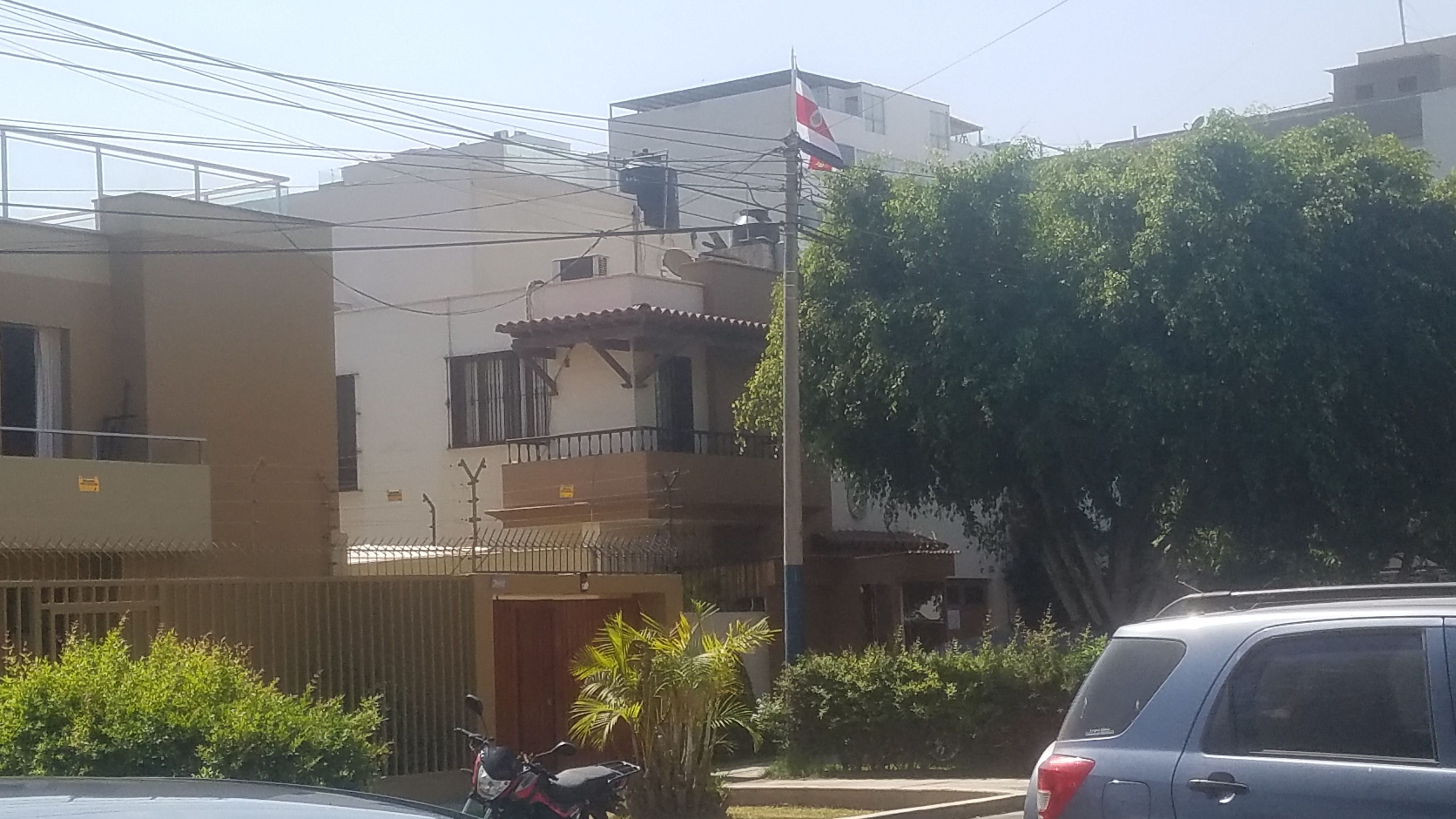
Ambassade à Lima.
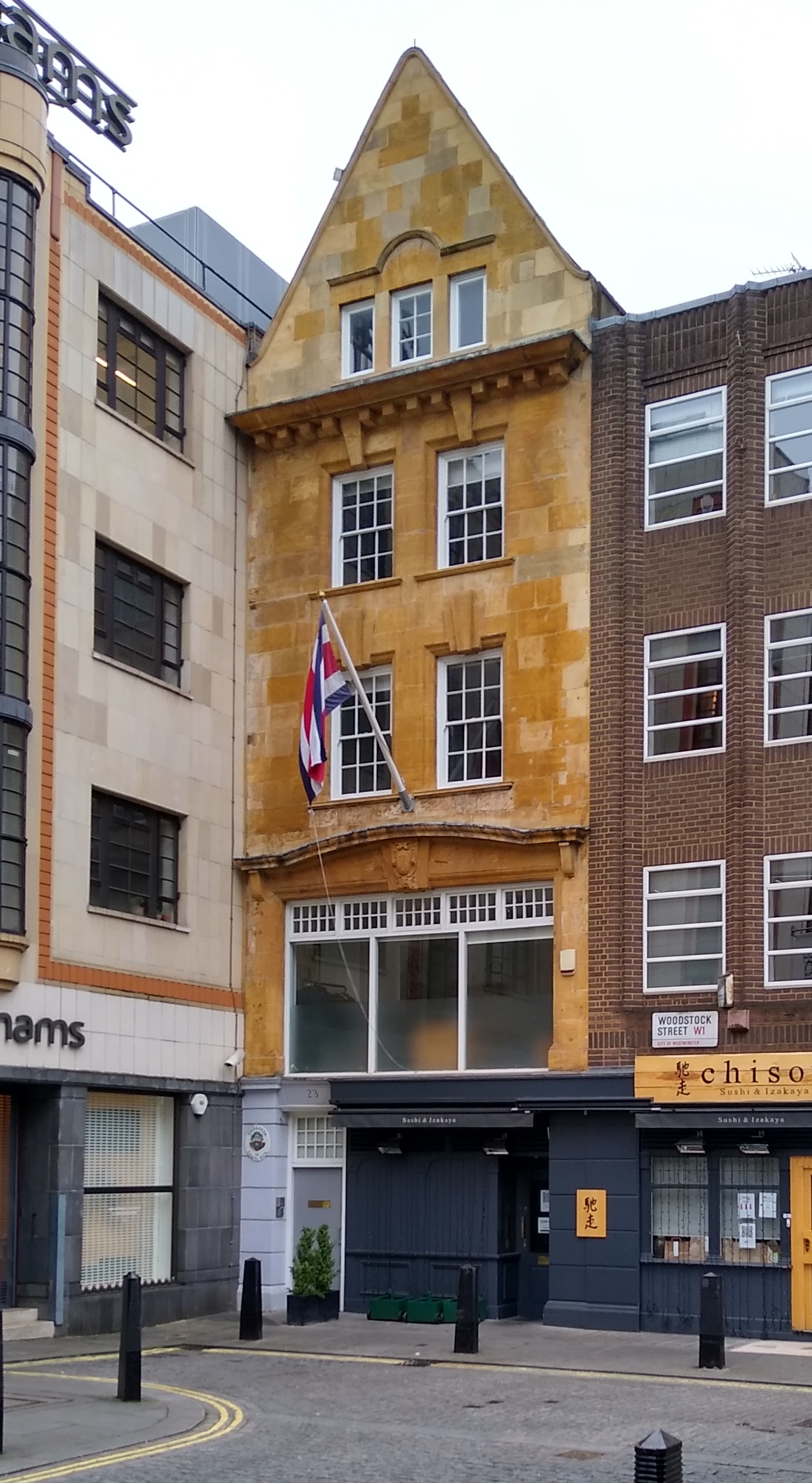
Ambassade à Londres.
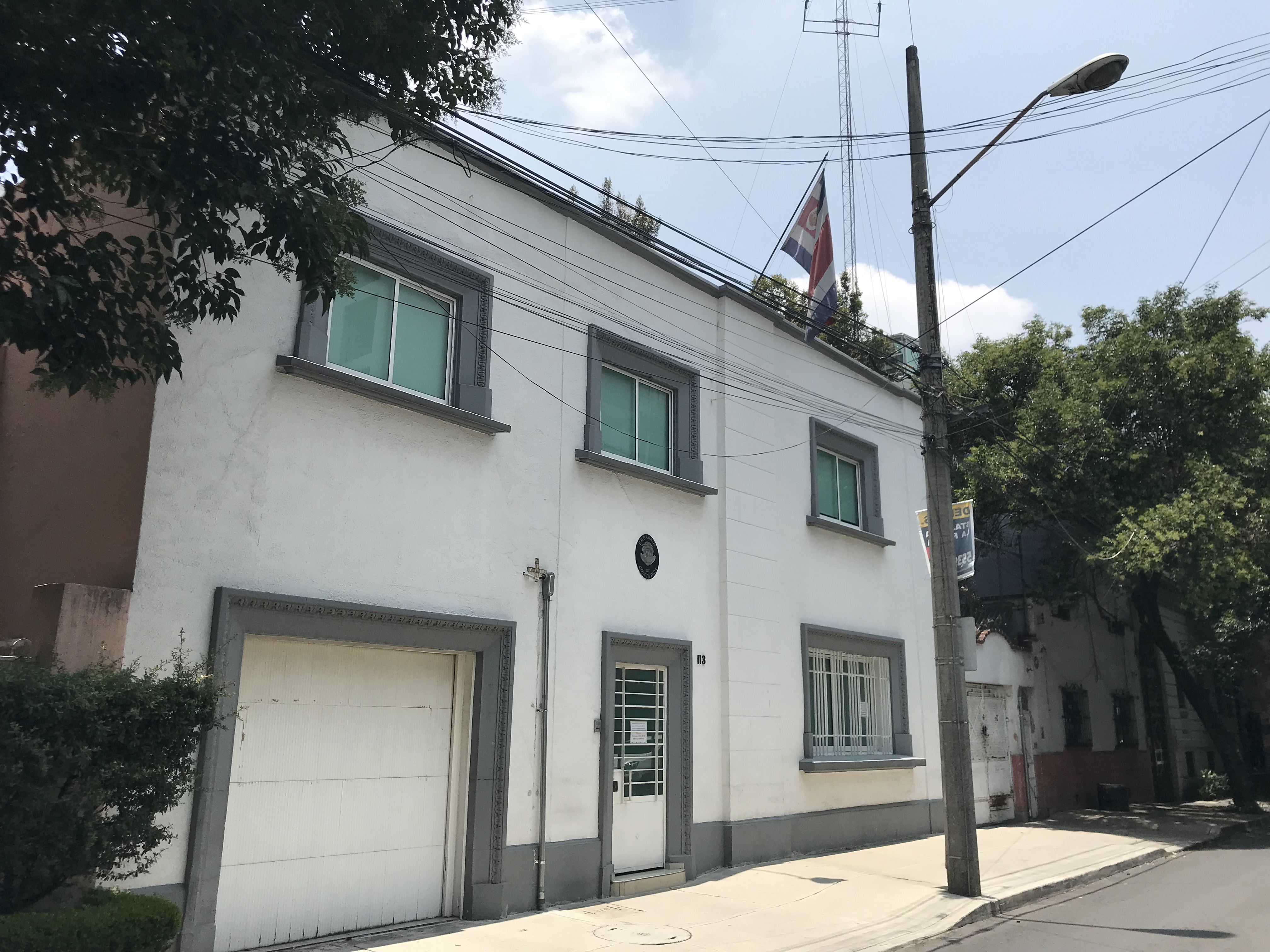
Ambassade à Mexico.
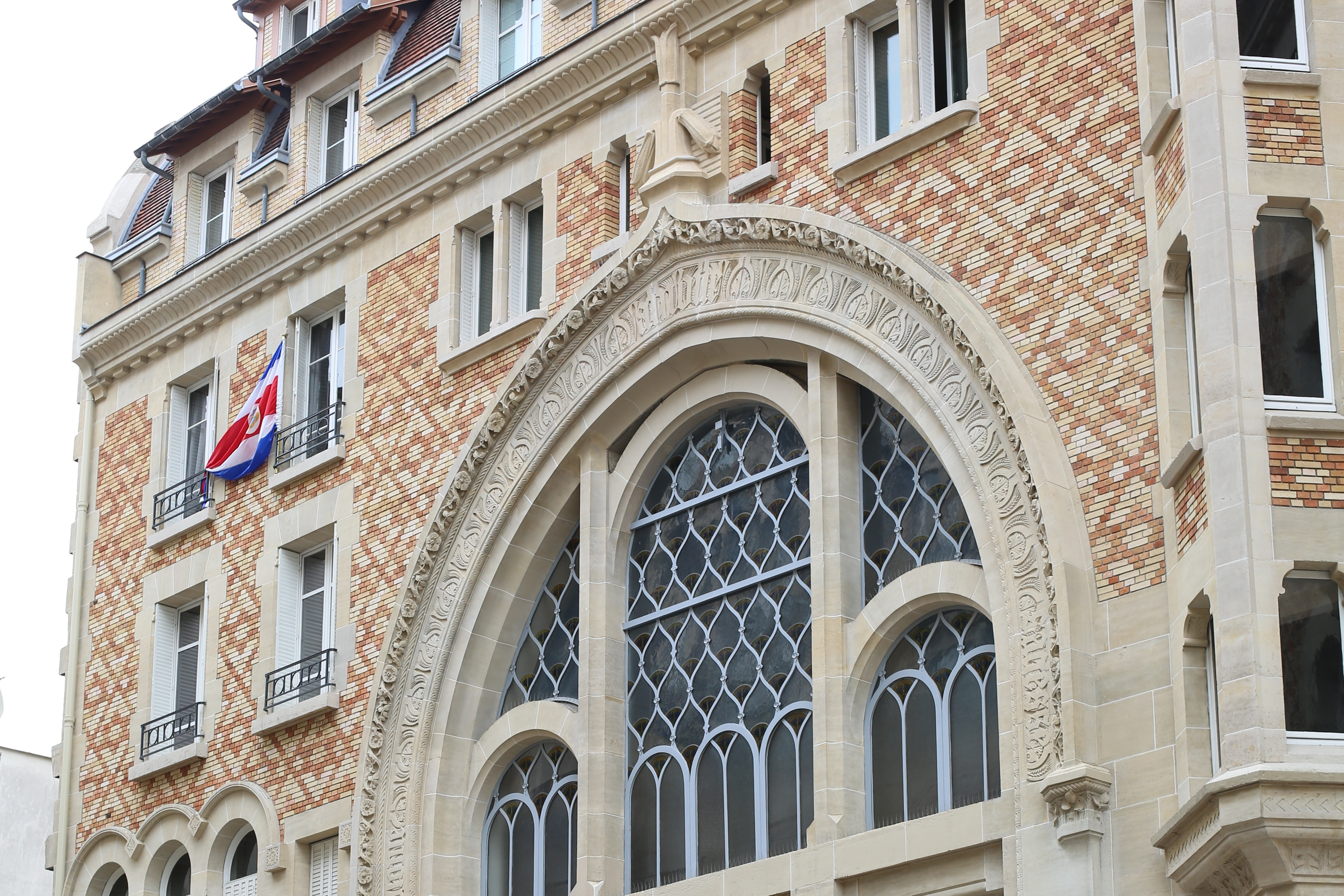
Ambassade à Paris.
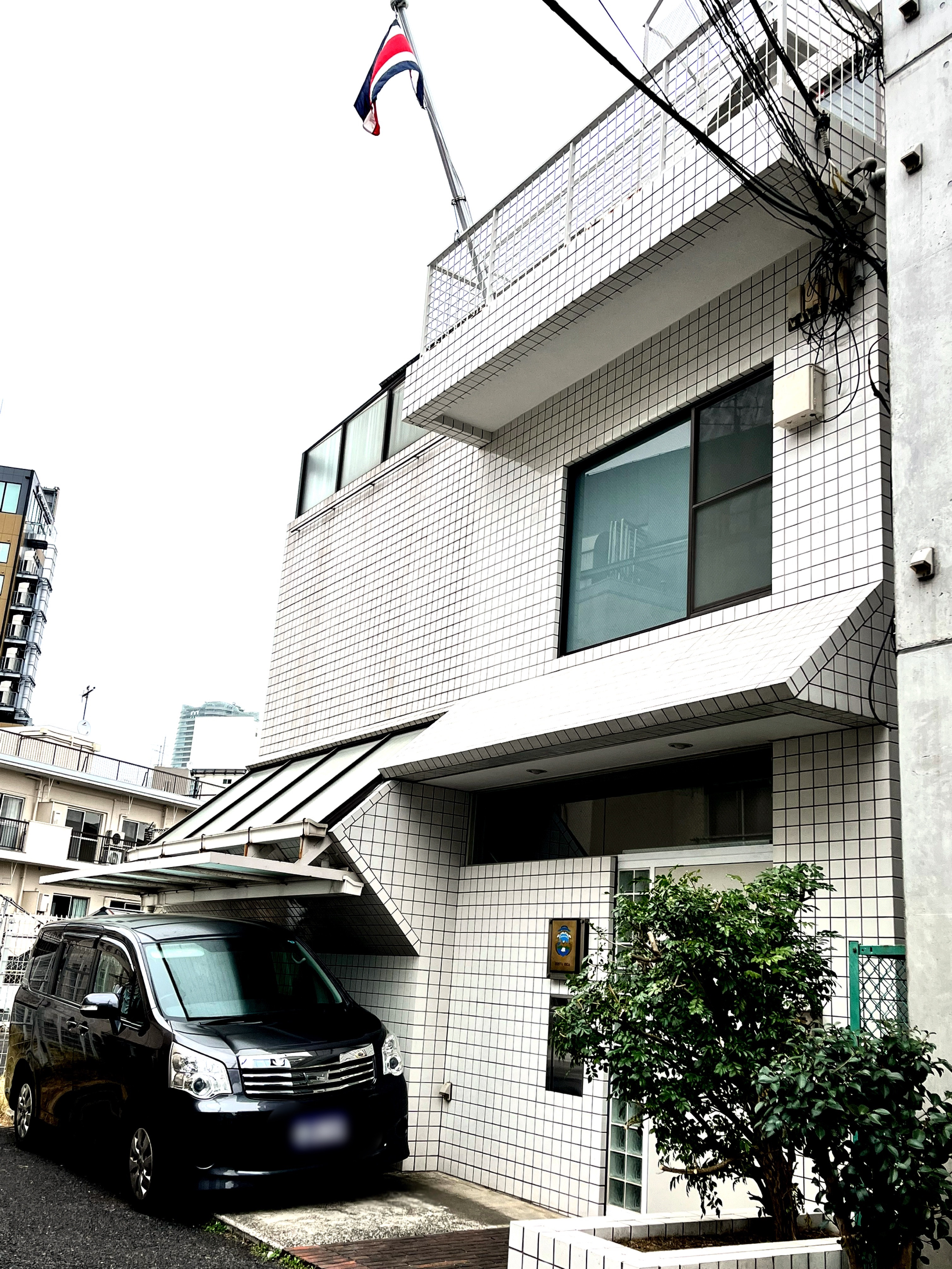
Ambassade à Tokyo.
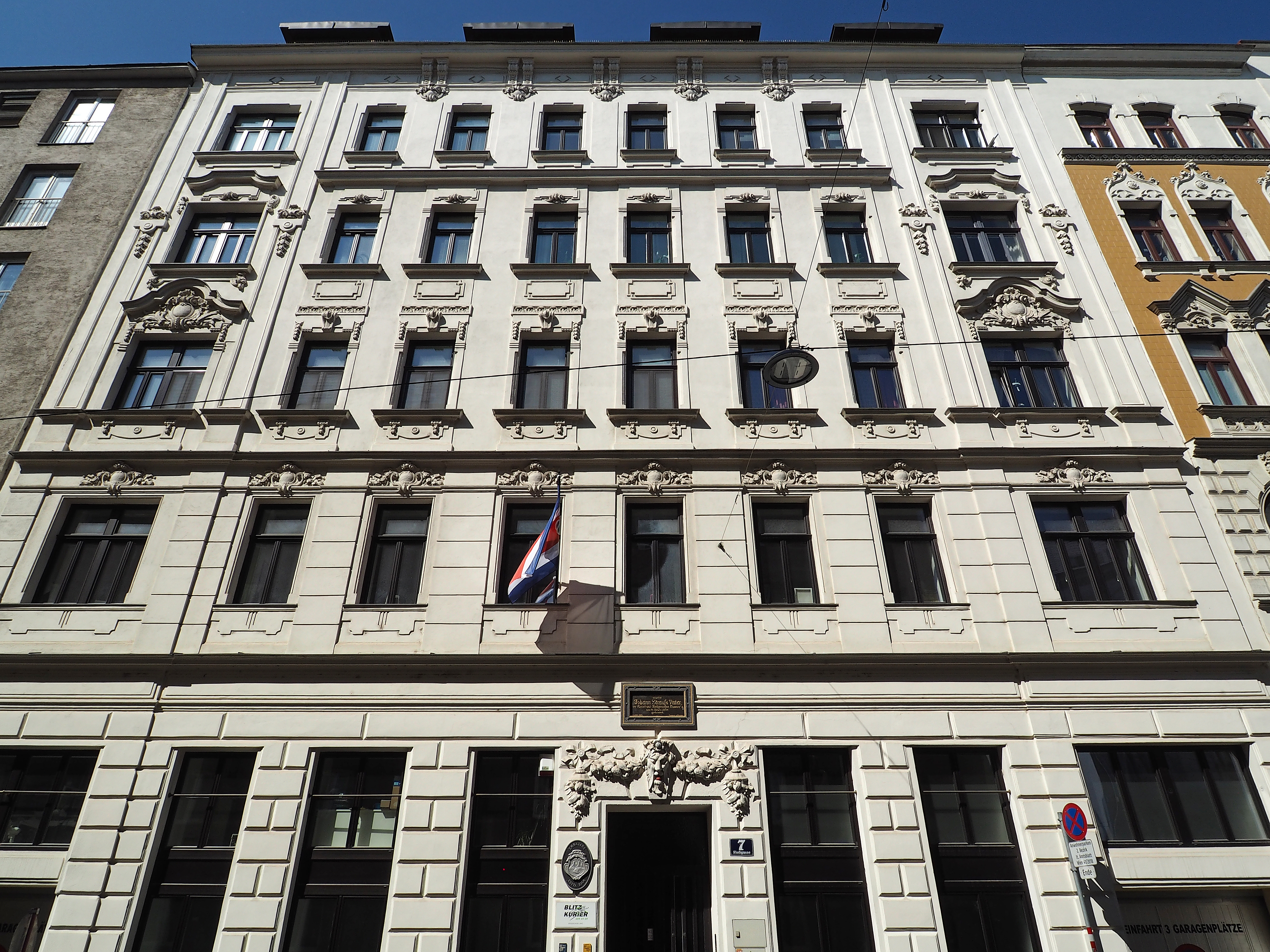
Ambassade à Vienne.
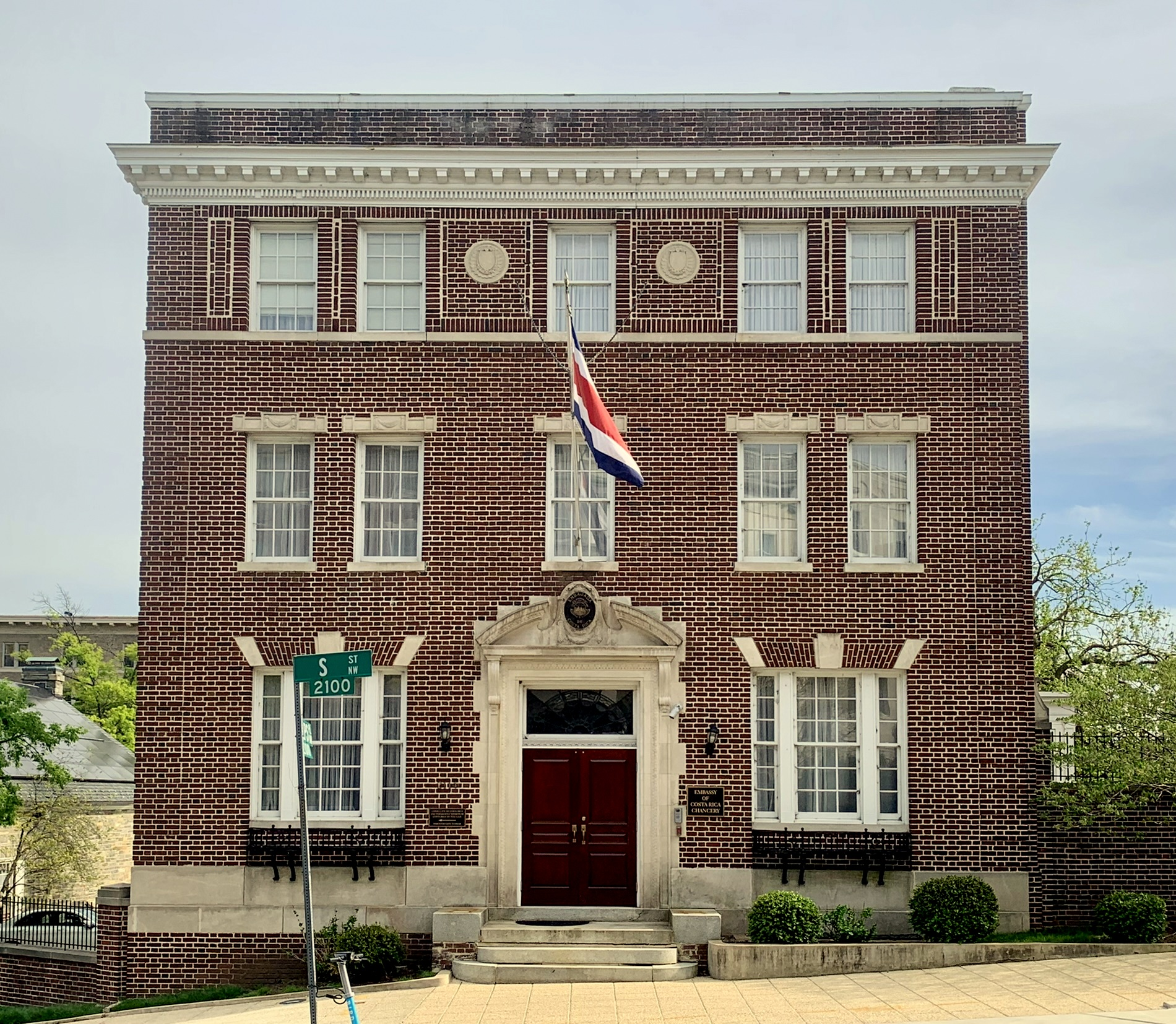
Ambassade à Washington.